# 34267 Haniya
34267 Haniya è un asteroide della fascia principale. Scoperto nel 2000, presenta un'orbita caratterizzata da un semiasse maggiore pari a 2,9742074 au e da un'eccentricità di 0,0340774, inclinata di 1,69063° rispetto all'eclittica.